# Pont-de-Chéruy
Pont-de-Chéruy je naselje in občina v vzhodnem francoskem departmaju Isère regije Rona-Alpe. Leta 2009 je naselje imelo 4.973 prebivalcev.

## Geografija
Kraj leži v pokrajini Daufineji ob reki Bourbre, 28 km vzhodno od Lyona.

## Uprava
Pont-de-Chéruy je sedež istoimenskega kantona, v katerega so poleg njegove vključene še občine Anthon, Charvieu-Chavagneux, Chavanoz, Janneyrias in Villette-d'Anthon z 22.374 prebivalci.
Kanton Pont-de-Chéruy je sestavni del okrožja Vienne.

## Zanimivosti
- cerkev Marijinega Vnebovzetja,
- dvorec Château Grammont.

## Pobratena mesta
- Livorno Ferraris (Piemont, Italija);